# 坡路 (多倫多)
坡路是加拿大安大略省多倫多的一條道路，由東邊路（Eastern Avenue）開始，向北延伸至芝蘭廣場（Gerrard Square），在那裏被中斷。它在芝蘭廣場的對面延續，然後繼續向北，穿過丹佛路（Danforth Avenue），並在利西橋（Leaside Bridge）南側與當蘭士路（Donlands Avenue）的交叉口處結束。這條路在丹佛路以北有HOV車道。這條路以1853年來到加拿大的市場園丁Joseph Pape的名字命名。其子James Pape擁有芝蘭街（Gerrard Street）以南的土地（該片土地當時稱為羅便臣［Robinson］，現為Pape），是聖羅倫斯選舉區（St. Lawrence Ward）的市議員。